# Osiny (powiat łęczycki)
Osiny – wieś w Polsce położona w województwie łódzkim, w powiecie łęczyckim, w gminie Grabów.
W latach 1975–1998 miejscowość należała administracyjnie do województwa konińskiego.
W miejscowości znajduje się cmentarz ewangelicki. 
Wierni Kościoła rzymskokatolickiego należą do parafii św. Mateusza Apostoła i św. Rocha w Starej Sobótce, a wierni Kościoła Starokatolickiego Mariawitów do parafii Przenajświętszego Sakramentu w Kadzidłowej.